# Финацеле-Медерашулуй
Финацеле-Медерашулуй (рум. Fânațele Mădărașului) — село у повіті Муреш в Румунії. Входить до складу комуни Банд.
Село розташоване на відстані 278 км на північний захід від Бухареста, 17 км на північний захід від Тиргу-Муреша, 60 км на схід від Клуж-Напоки, 144 км на північний захід від Брашова.

## Населення
За даними перепису населення 2002 року у селі проживали 311 осіб.
Національний склад населення села:
| Національність | Кількість осіб | Відсоток |
| -------------- | -------------- | -------- |
| угорці         | 271            | 87,1%    |
| румуни         | 40             | 12,9%    |

Рідною мовою назвали:
| Мова      | Кількість осіб | Відсоток |
| --------- | -------------- | -------- |
| угорська  | 273            | 87,8%    |
| румунська | 38             | 12,2%    |